# ديوغو (لاعب كرة قدم)
ديوغو هو لاعب كرة قدم برازيلي في مركز الوسط، ولد في 21 أكتوبر 1942. لعب مع نادي فلامنغو.